# Antti Aarne
Antti Amatus Aarne [ˈɑntːi ɑːrnɛ] (5. prosince 1867, Pori – 5. února 1925, Helsinky) byl finský folklorista.

## Životopis
Aarne studoval v letech 1893 až 1898 v Rusku a poté působil jako učitel jazyků a rektor na škole vyššího typu. V roce 1908 složil doktorát. Od roku 1911 vyučoval na helsinské univerzitě folkloristiku; od roku 1922 zde byl profesorem.
Spolu s Juliem Krohnem a Kaarlem Krohnem jsou uznáváni jako zakladatelé geograficko-historické metody (Finské školy). V roce vydal typologii pohádek („Verzeichnis der Märchentypen mit Hülfe von Fachgenossen“), která byla v letech 1928 a 1961 přepracována Thompsonem a která je známá jako Aarne–Thompsonův katalog.

## Dílo (výběr)
- Finnische Märchenvarianten., Hamina 1911 (Folklore Fellows’ communications; 5)
- Leitfaden der vergleichenden Märchenforschung. Hamina 1913 (Folklore Fellows’ communications; 13)
- Schwänke über schwerhörige Menschen., Hamina 1914 (Folklore Fellows’ communications; 20).
- Der Mann aus dem Paradiese in der Literatur und im Volksmunde., Hamina 1915 (Folklore Fellows’ communications; 22)
- Der reiche Mann und sein Schwiegersohn., Hamina 1916 (Folklore Fellows’ communications; 23)
- Estnische Märchen- und Sagenvarianten., Hamina 1918 (Folklore Fellows’ communications; 25)
- Das estnisch-ingermanländische Maie-Lied., Helsinky 1922 (Folklore Fellows’ communications; 47)
- Das Lied vom Angeln der Jungfrau Vellamos., Helsinky 1923 (Folklore Fellows’ communications; 48)
- Die magische Flucht., Helsinky 1930 (Folklore Fellows’ communications; 92)